# 岩田アンジ
岩田 アンジ（いわた あんじ、2006年1月17日 - ）は、日本の男性声優である。東京都出身。アトミックモンキー所属。

## 来歴
元々人前に立つことが好きだったため、小学生のころから声優や俳優、歌手、アイドルなどの人前で表現する仕事に興味を持っていたという。
そのうえで「プロの声優になろう」と決めたきっかけは、高校1年生の時にマルコム・グラッドウェル著書の『Outliers』を読んでいた時に「環境」の大切さを学び、両親が声優だったこともあり、「声優を目指す環境はこれ以上ないほどに整っているじゃないか」と思い、そこからプロの声優になることを目指した。
高校時代に声優を目指してからは母の愛河里花子のもとで特訓を始めた。しかし、母の前で演技することは恥ずかしく、当初役になりきることに苦労していたという。
思春期だったこともあり、母と口喧嘩になり、途中でレッスンをやめてしまうこともあった。しかし、回数を重ねていくにつれてできることが増えていく実感があったため、レッスンがだんだん楽しくなっていったという。
2023年2月1日よりアトミックモンキー所属。慶應義塾大学在学中。

## 人物
役柄としては明るく正直な性格のキャラクターを演じるのが得意だが、自分と年齢が近いキャラクターだったらどんな性格でも演じて楽しいという。得意なジャンルで言ったら「学園ものになる」と語る。
父は声優の岩田光央、母は声優の愛河里花子。
趣味・特技はスキューバダイビング、ボウリング、ダンス、英語検定準一級、おいしい緑茶を淹れること。

## 出演

### テレビアニメ
2023年
- 冒険者になりたいと都に出て行った娘がSランクになってた（ピート）
- ニンジャラ（2023年 - 2024年、男子生徒）

2024年
- シャドウバースF（オマスの友達）

2025年
- よふかしのうた Season2（相田）

### ゲーム
- 原神

### 吹き替え

#### ドラマ
- シカゴ・メッド（ザック・デイル・ カルミック）